# Christina Riegel (sciatrice)
Christina Riegel (2 aprile 1971) è un'ex sciatrice alpina austriaca.

## Biografia
Specialista delle prove tecniche originaria di Eisenstadt, la Riegel debuttò in campo internazionale ai Mondiali juniores di Alyeska 1989; in Coppa del Mondo conquistò l'unico podio, nonché primo piazzamento di rilievo, il 28 marzo 1993 a Åre in slalom speciale (3ª) e in quella stessa stagione 1992-1993 in Coppa Europa vinse la classifica della medesima specialità e si piazzò 2ª in quella generale. Prese per l'ultima volta il via in Coppa del Mondo il 12 marzo 1995 a Lenzerheide in slalom speciale, senza completare la prova, e si ritirò al termine di quella stessa stagione 1994-1995: la sua ultima gara fu lo slalom gigante dei Campionati austriaci 1995, disputato il 26 marzo a Spital am Semmering e chiuso dalla Riegel al 7º posto. Non prese parte a rassegne olimpiche o iridate.

## Palmarès

### Coppa del Mondo
- Miglior piazzamento in classifica generale: 72ª nel 1993
- 1 podio:
  - 1 terzo posto

### Coppa Europa
- Miglior piazzamento in classifica generale: 2ª nel 1993
- Vincitrice della classifica di slalom speciale nel 1993
- 3 podi:
  -  1 vittoria[senza fonte]

#### Coppa Europa - vittorie
| Data | Località | Paese    | Specialità |
| ---- | -------- | -------- | ---------- |
| 1993 | Rogla    | Slovenia | SL         |

Legenda:

SL = slalom speciale

### Campionati austriaci
- 1 medaglia[1]:
  - 1 oro (slalom speciale nel 1993)